# الصبيحات (أرحب)

تعديل مصدري - تعديل

الصبيحات هي إحدى قرى عزلة عيال عبد الله بمديرية أرحب التابعة لمحافظة صنعاء، بلغ تعداد سكانها 932 نسمة حسب تعداد اليمن لعام 2004.